# Rare (альбом Селены Гомес)
Rare (с англ. — «Редкая») — третий студийный альбом американской исполнительницы Селены Гомес. Релиз состоялся 10 января 2020 года под руководством лейбла Interscope Records. «Lose You to Love Me» был выпущен как лид-сингл 23 октября 2019 года и возглавил чарт Billboard Hot 100, став номером один в США. «Look At Her Now» был выпущен в качестве промосингла на следующий день (24 октября), вошёл в первую 20-ку рейтинга Rolling Stone Top 100 и достигнул 27-го места в Billboard Hot 100. Селена сказала, что этот альбом является её второй работой с Interscope Records и он стал её дневником за последние несколько лет.
Альбом дебютировал с вершины официальных чартов США, Австралии, Канады, Норвегии и других стран мира.

## Тематика
Давая интервью для Apple Music на тему альбома, Гомес призналась, что неизданные треки находятся там, где она сейчас находится. Она также сказала, что все песни в трек-листе хорошо сочетается друг с другом и каждая из них находится на своём месте.
Селена появилась в эфире радиопрограммы с Райаном Сикрестом и рассказала ему, что у неё есть «миллион идей и каждая из них будет круче, и сильнее, и лучше всего того, что она делала ранее». Позже, она рассказала Джимми Фэллону на его вечернем шоу, что альбом будет выдержан в стилистике «сильного попа», и что она экспериментировала с электрогитарой. Она также сказала Фэллону, что ей потребовалось «четыре года, чтобы даже почувствовать себя на своём месте с этим альбомом».

## Промо
Впервые, анонс альбома состоялся на официальной страничке Селены в Instagram, где она показала обложку и дала послушать фрагмент заглавного трека с одноимённым названием — «Rare».
Стандартное издание предстоящего альбома сопровождалось выпуском лид-сингла «Lose You to Love Me», выпущенного 23 октября 2019 года, и второго сингла «Look at Her Now», выпущенного 24 октября 2019 года. К обоим синглам были сняты видеоклипы.
24 ноября 2019 Селена исполнила синглы «Lose You to Love Me» и «Look at Her Now» на American Music Awards 2019, для продвижения альбома. Позже, она появилась на The Tonight Show, чтобы рассказать о предстоящем релизе альбома.
10 января 2020 года, вместе с релизом альбома, одноимённая песня «Rare» стала третьим официальным синглом в поддержку альбома. Также состоялась премьера видеоклипа.
6 апреля Селена сообщила о скором выходе (а именно 9 апреля) Deluxe-версии альбома, куда вошли 4 новые песни: «Boyfriend», «She»,«Souvenir» и «Feel Me» , а так же показала официальную обложку.
10 апреля песня «Boyfriend» стала четвёртым официальным синглом в поддержку альбом. В этот же день состоялась премьера видеоклипа.

## Отзывы
| Совокупная оценка    | Совокупная оценка |
| Источник             | Оценка            |
| -------------------- | ----------------- |
| Metacritic           | 76/100            |
| Оценки критиков      |                   |
| Источник             | Оценка            |
| AllMusic             | [ 14 ]            |
| Entertainment Weekly | B+                |
| The Independent      | [ 16 ]            |
| Pitchfork            | 6.8/10            |
| Rolling Stone        | [ 18 ]            |
| Slant Magazine       | [ 19 ]            |

Альбом получил положительные отзывы музыкальной критики и интернет-изданий (76 из 100 баллов на сайте Metacritic): Variety, Rolling Stone, NME, Entertainment Weekly, Los Angeles Times, Vulture, Pitchfork, The Independent.

## Коммерческий успех
Альбом дебютировал на первом месте американского хит-парада Billboard 200, став для Гомес её третьим чарттоппером в США. Тираж составил более 112,000 эквивалентных единиц, включая около 53,000 продаж альбома.

## Список композиций
Трек-лист и его описание адаптированы из Apple Music.
| №                   | Название                                 | Автор(ы)                                                                        | Продюсеры               | Длительность |
| ------------------- | ---------------------------------------- | ------------------------------------------------------------------------------- | ----------------------- | ------------ |
| 1.                  | «Rare»                                   | Селена Гомес Madison Love Brett McLaughlin Nolan Lambroza Simon Rosen           |                         | 3:40         |
| 2.                  | «Dance Again»                            | Селена Гомес Caroline Furoyen Mattman & Robin Justin Tranter                    |                         | 2:50         |
| 3.                  | «Look at Her Now»                        | Селена Гомес Julia Michaels Justin Tranter Ian Kirkpatrick                      | Ian Kirkpatrick         | 2:42         |
| 4.                  | «Lose You to Love Me»                    | Селена Гомес Julia Michaels Justin Tranter Mattman & Robin                      | Mattman & Robin Finneas | 3:26         |
| 5.                  | «Ring»                                   | Селена Гомес Sean Douglas Julie Frost Breyan Isaac David Ciente Nolan Lambroza  |                         | 2:28         |
| 6.                  | «Vulnerable»                             | Селена Гомес The Monsters & The Strangerz Amy Allen Jonathan Bellion            |                         | 3:12         |
| 7.                  | «People You Know»                        | Селена Гомес Jason Evigan Alex Hope Steph Jones Mathieu Jomphe Lépine Lil Aaron |                         | 3:14         |
| 8.                  | «Let Me Get Me»                          | Селена Гомес Caroline Furoyen Mattman & Robin Justin Tranter                    |                         | 3:09         |
| 9.                  | «Crowded Room» (при участии 6lack)       | Селена Гомес Bebe Rexha Nolan Lambroza Simon Wilcox                             |                         | 3:06         |
| 10.                 | «Kinda Crazy»                            | Селена Гомес Albin Nedler Kristoffer Fogelmark Rami Yacoub Jasmine Thompson     |                         | 3:32         |
| 11.                 | «Fun»                                    | Селена Гомес Raul Cubina Mark Williams Julia Michaels Scott Friedman            |                         | 3:09         |
| 12.                 | «Cut You Off»                            | Селена Гомес David Pramik Liza Owen Chloe Angelides                             |                         | 3:02         |
| 13.                 | «A Sweeter Place» (при участии Kid Cudi) | Селена Гомес Kid Cudi Kirkpatrick Madison Love MNEK                             |                         | 4:23         |
| Общая длительность: | Общая длительность:                      | Общая длительность:                                                             | Общая длительность:     | 41:53        |

| №                   | Название                          | Автор(ы)                                                                                          | Продюсеры                            | Длительность |
| ------------------- | --------------------------------- | ------------------------------------------------------------------------------------------------- | ------------------------------------ | ------------ |
| 14.                 | «Bad Liar»                        | Селена Гомес Julia Michaels Justin Tranter Ian Kirkpatrick David Byrne Chris Frantz Tina Weymouth | Ian Kirkpatrick                      | 3:34         |
| 15.                 | «Fetish» (при участии Gucci Mane) | Chloe Angelides Brett McLaughlin Gino Barletta Gomez Jonas Jeberg The Futuristics Gucci Mane      | Jonas Jeberg The Futuristics         | 3:06         |
| 16.                 | «It Ain't Me» (вместе с Kygo)     | Kyrre Gørvell-Dahll Ali Tamposi Andrew Wotman Brian Lee Selena Gomez                              | Kygo Andrew Watt Ben Rice Louis Bell | 3:40         |
| 17.                 | «Back to You»                     | Amy Allen Parrish Warrington Diederik Van Elsas Micah Premnath Selena Gomez                       | Trackside Ian Kirkpatrick            | 3:30         |
| 18.                 | «Wolves» (вместе с Marshmello)    | Selena Gomez Marshmello Andrew Wotman Ali Tamposi Brian Lee Louis Bell Carl Rosen                 | Marshmello Andrew Watt               | 3:17         |
| Общая длительность: | Общая длительность:               | Общая длительность:                                                                               | Общая длительность:                  | 59:00        |

| №   | Название  | Автор(ы)                                                                                         | Продюсеры                    | Длительность |
| --- | --------- | ------------------------------------------------------------------------------------------------ | ---------------------------- | ------------ |
| 14. | «Feel Me» | Gomez Lisa Scinta Phil Shaouy Jonathan Mills Kurtis McKenzie Ammar Malik Jacob Kasher Ross Golan | McKenzie Phil Phever J Mills | 3:46         |

| №                   | Название                                 | Автор(ы)                                                                                         | Продюсеры                                                                              | Длительность |
| ------------------- | ---------------------------------------- | ------------------------------------------------------------------------------------------------ | -------------------------------------------------------------------------------------- | ------------ |
| 1.                  | «Boyfriend»                              | Селена Гомес Julia Michaels Jon Wienner Sam Homaee                                               | The Roomates Bart Schoudel                                                             | 2:41         |
| 2.                  | «Lose You to Love Me»                    | Селена Гомес Julia Michaels Justin Tranter Mattman & Robin                                       | Mattman & Robin Finneas                                                                | 3:26         |
| 3.                  | «Rare»                                   | Селена Гомес Madison Love Brett McLaughlin Nolan Lambroza Simon Rosen                            | Sir Nolan Simon Says                                                                   | 3:40         |
| 4.                  | «Souvenir»                               | Селена Гомес Ian Kirkpatrick Madison Love Sean Douglas                                           | Ian Kirkpatrick Benjamin Rice                                                          | 2:41         |
| 5.                  | «Look at Her Now»                        | Селена Гомес Julia Michaels Justin Tranter Ian Kirkpatrick                                       | Ian Kirkpatrick Bart Schoudel                                                          | 2:42         |
| 6.                  | «She»                                    | Селена Гомес Justin Tranter Jon Wienner Sam Homaee MNEK                                          | The Roomates                                                                           | 2:52         |
| 7.                  | «Crowded Room» (при участии 6lack)       | Селена Гомес Bebe Rexha Nolan Lambroza Simon Wilcox                                              | Sir Nolan Simon Says Benjamin Rice                                                     | 3:06         |
| 8.                  | «Vulnerable»                             | Селена Гомес The Monsters & The Strangerz Amy Allen Jonathan Bellion                             | The Monsters & Strangerz Jon Bellion Bart Schoudel Gian Stone                          | 3:12         |
| 9.                  | «Dance Again»                            | Селена Гомес Caroline Furoyen Mattman & Robin Justin Tranter                                     | Mattman & Robin Bart Schoudel                                                          | 2:50         |
| 10.                 | «Ring»                                   | Селена Гомес Sean Douglas Julie Frost Breyan Isaac David Ciente Nolan Lambroza                   | Bart Schoudel Sir Nolan Johan Lenox Simon Says Sean Douglas                            | 2:28         |
| 11.                 | «A Sweeter Place» (при участии Kid Cudi) | Селена Гомес Kid Cudi Madison Love MNEK Ian Kirkpatrick                                          | Kid Cudi Майк Дин Patrick Reynolds Oladipo Omishore Ian Kirkpatrick                    | 4:23         |
| 12.                 | «People You Know»                        | Селена Гомес Jason Evigan Alex Hope Steph Jones Mathieu Jomphe Lépine Lil Aaron                  | Jason Evigan Bart Schoudel Billboard Alex Hope                                         | 3:14         |
| 13.                 | «Cut You Off»                            | Селена Гомес David Pramik Liza Owen Chloe Angelides                                              | David Pramik Benjamin Rice                                                             | 3:02         |
| 14.                 | «Let Me Get Me»                          | Селена Гомес Caroline Furoyen Mattman & Robin Justin Tranter                                     | Mattman & Robin Bart Schoudel                                                          | 3:09         |
| 15.                 | «Kinda Crazy»                            | Селена Гомес Albin Nedler Kristoffer Fogelmark Rami Yacoub Jasmine Thompson                      | Селена Гомес Albin Nedler Kristoffer Fogelmark Rami Yacoub Benjamin Rice Bart Schoudel | 3:32         |
| 16.                 | «Fun»                                    | Селена Гомес Raul Cubina Mark Williams Julia Michaels Scott Friedman                             | Ojivolta Bart Schoudel                                                                 | 3:09         |
| 17.                 | «Feel Me»                                | Gomez Lisa Scinta Phil Shaouy Jonathan Mills Kurtis McKenzie Ammar Malik Jacob Kasher Ross Golan | McKenzie Phil Phever J Mills                                                           | 3:46         |
| Общая длительность: | Общая длительность:                      | Общая длительность:                                                                              | Общая длительность:                                                                    | 53:55        |

| №                   | Название                                  | Режиссер            | Длительность |
| ------------------- | ----------------------------------------- | ------------------- | ------------ |
| 1.                  | «Lose You to Love Me» (Music Video)       | Sophie Muller       | 3:26         |
| 2.                  | «Lose You to Love Me» (Behind The Scenes) |                     | 3:08         |
| 3.                  | «Look at Her Now» (Music Video)           | Sophie Muller       | 2:44         |
| 4.                  | «Look at Her Now» (Behind The Scenes)     |                     | 3:07         |
| Общая длительность: | Общая длительность:                       | Общая длительность: | 11:85        |

## Чарты
| Чарт (2020)                         | Высшая позиция |
| ----------------------------------- | -------------- |
| Аргентина (CAPIF)                   | 1              |
| Австралия (ARIA)                    | 1              |
| Австрия (Ö3 Austria)                | 3              |
| Бельгия/Фландрия (Ultratop)         | 1              |
| Бельгия/Валлония (Ultratop)         | 3              |
| Канада (Canadian Albums Chart)      | 1              |
| Чехия (ČNS IFPI)                    | 2              |
| Дания (Hitlisten)                   | 5              |
| Нидерланды (Album Top 100)          | 2              |
| Estonian Albums (Eesti Ekspress)    | 1              |
| Финляндия (Suomen virallinen lista) | 5              |
| French Albums (SNEP)                | 6              |
| Германия (Offizielle Top 100)       | 3              |
| Венгрия (MAHASZ)                    | 28             |
| Ирландия (Irish Albums Chart)       | 4              |
| Italian Albums (FIMI)               | 6              |
| Japan Hot Albums (Billboard Japan)  | 30             |
| Lithuanian Albums (AGATA)           | 1              |
| New Zealand Albums (RMNZ)           | 2              |
| Норвегия (VG-lista)                 | 1              |
| Польша (ZPAV)                       | 3              |
| Шотландия (Scottish Albums Chart)   | 1              |
| Словакия (ČNS IFPI)                 | 2              |
| Испания (PROMUSICAE)                | 3              |
| Швеция (Sverigetopplistan)          | 7              |
| Швейцария (Schweizer Hitparade)     | 3              |
| Великобритания (UK Albums Chart)    | 2              |
| США, Billboard 200                  | 1              |
| США, Rolling Stone Top 200          | 1              |

## История релиза
| Регион | Дата            | Формат                           | Лейбл      | Ссылки |
| ------ | --------------- | -------------------------------- | ---------- | ------ |
| Мир    | 10 января 2020  | CD Цифровая дистрибуция Стриминг | Interscope | [ 58 ] |
| Мир    | 21 февраля 2020 | Винил                            | Interscope | [ 59 ] |